# Bilohirsk
Bilohirsk (ukrajinsky Білогірськ, rusky Белогорск, krymskou tatarštinou Qarasuvbazar) je město na Krymu, sporném území považovaném za část Ukrajiny, ale ovládaném od Krymské krize Ruskem. Leží 42 km východně od hlavního města Krymské autonomní republiky Simferopolu. Městem protéká řeka Bijuk-Karasu. Do roku 1945 neslo název Karasubazar (rusky Карасубазар), což krymskotatarsky znamená „trh na (řece) Karasu“. Město bylo přejmenováno spolu s některými dalšími sídly po deportaci Krymských Tatarů.

## Osobnosti
- Konstantin Grigorjevič Gavrilov (1864–1943), šachový skladatel